# تلاعب دلالي
التلاعب الدّلاليّ (بالإنجليزية: Semantic Manipulation) (بالفرنسية: Manipulation sémantique) هو إعادة تعريف الكلمات أو العبارات أو الأفكار السلبية أو الإيجابية لتغيير معناها لدعم حجة أو فكرة. يتم ذلك دون تغيير المزايا الحقيقية للكلمات أو العبارات.
إنّ معاني الكلمات في تغيّرٍ دائمٍ، يكفي العودة إلى القواميس لتقفّي تحوّلاتها، وهذه الظّاهرة اللّسانيّة تُعرف بـ«الانعطاف الدّلاليّ» «Semantic shift/change»، وعادةً ما تكون نتيجةَ عوامل «خارج لسانيّة» (الاحتكاك الثّقافيّ، التطوّر التّكنولوجيّ…). وأحيانًا يتّخذ هذا التّحوّل الدّلاليّ منحى سلبيًّا، وهذا ما يُعرف في علم الدلالة  ب«الانتقاص الدّلاليّ» «Semantic degradation»، أي يحمل معنى الكلمة دلالةً سلبيّةً (نحو دلالة كلمة مُعاق). لكنْ ثمّة تحوّلٌ دلاليٌّ يخرج عن الأعراف التّقليديّة للألسن، منطلقًا من مبدأ نسبيّة المعايير، ولا يمكن أنْ نردّ أسبابه طبيعيًّا، بل إنّه نتيجة تلاعبٍ مقصودٍ، لذا إنّ مصدره مصطنعٌ، أي يكمن في «المؤسّسات المؤدلِجة». ويمكن أنْ نسمّي هذا النّوع من التّحوّل «التّلاعب الدّلاليّ».
يمكن أن يكون تحريف الدلالات الأصلية مدفوعًا بالثروة أو القوة أو للحفاظ على الوضع الراهن داخل منظمة مترددة في التغيير. وبالمثل، يمكن استخدام التلاعب الدلالي لتزويدك بمعلومات خاطئة في وسائل الإعلام لا سيما العلوم الزائفة. عند القيام بذلك، لا يمكن استخدام التلاعب الدلالي فقط للحفاظ على مسار معين داخل النظام، ولكن يمكن أيضًا استخدامه للتأثير عليه في اتجاه مختلف. ينجح هذا لأنه يمكن استخدام اللغة للتأثير على أفعال الناس ومعتقداتهم. كما ذكر اللغوي بنيامين وورف، "تؤثر بنية اللغة الأم لأي شخص بشدة أو تحدد بشكل كامل النظرة إلى العالم التي سيكتسبها عندما يتعلم اللغة.